# カード占い

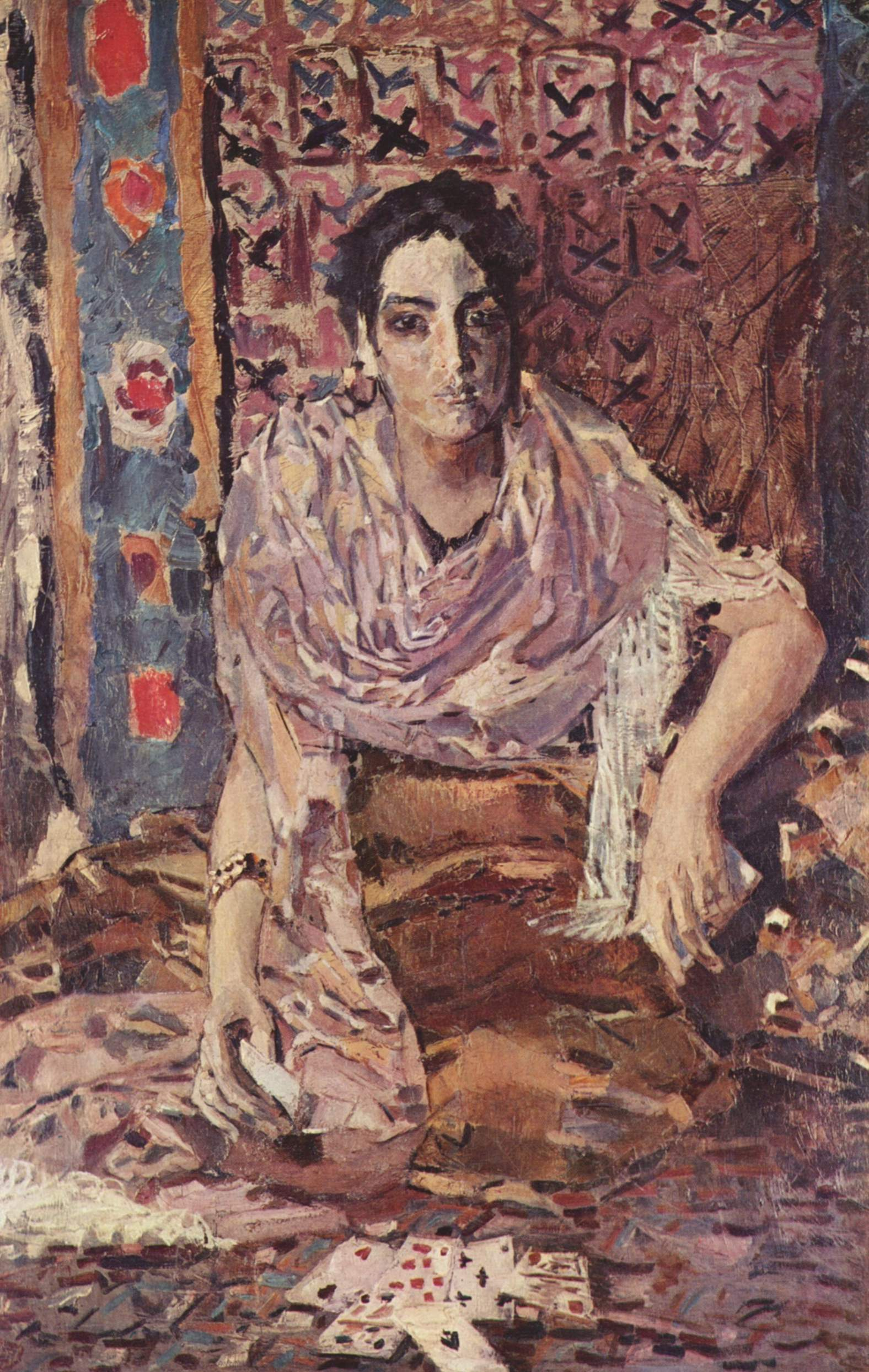
『The Fortune Teller』アール・ヌーヴォーの画家ミハイル・ヴルーベリによって描かれたカード占い師

カード占い（カードうらない、英語: cartomancy）は、カードのセットを使った占い。

## 概要
14世紀にトランプが初めてヨーロッパに広まってから程なくしてカード占いの形態が登場した。カード占いを行う人は、英語では一般的にカード占い師（cartomancer）やカードリーダー（card reader）、または単にリーダー（reader）と呼ばれる。
カード占いは、一般的な占いの中では最も古いもののうちの一つである。英語圏の国々で最も一般的なカード占いはタロット占いであり、これらの国々では占いはもっぱらタロットカードが利用されている。
トランプを使ったカード占いは、18世紀から20世紀にかけて、カード占いの最も一般的な形式だった。英語圏の国々ではタロットカードはトランプよりもより一般的に使用されているが、アングロアメリカにおけるコントラクトブリッジやポーカーを遊ぶための標準的なカードセット、つまり、トランプからジョーカーを除いた各スート13枚の計52枚のセットも使用することができた。また、ジョーカーや、セットのパッケージに含まれていた空白のカードでさえ使うこともあった。
フランスでは、カード占いには一般的にピケに使われる32枚組のセットのカードが用いられるが、52枚組のトランプのセットもまた用いられることがある。
日本では、タロットカードやトランプを用いたカード占いの他に、近年ではオラクルカードやスピリチュアルカード、リーディングカードといったカードが市場に出回り、それらを用いたカード占いも行われている。

### オラクルカード
オラクルカードとは、カード占いに使うカードの一種で、何枚かのセットになったカードの中から、偶然引いたカードを元に占う。オラクルカードは、書物占いをカードにして簡略化することで占いやすくしたものとされ、また、最も古いオラクルカードは1970年代に出版されたとされている。
オラクルカードのセットの枚数は様々であり決まっていない。

## 一般的な占いの例
トランプを用いた最も一般的なカード占いに「運命の輪（Wheel of Fortune）」と呼ばれるものがある。この占いでは、占いをする人はランダムにカードを取り出し、その順番からカードの意味を読み解く。カードの解釈は地域により異なるが、占いによる一般的な意味は次の表の通りである。
| カード             | 解釈 |
| ------------------ | --- |
| ハートのキング     | 茶色、青色または淡褐色の瞳で、薄茶色、ダークブロンドまたは明るい茶色の髪の、35歳以上の男性。通常は、家族、および、他に愛している人。父性および家庭らしさ。         |
| ダイヤのキング     | 青、緑、または灰色の瞳で、赤色または明るい金髪の髪の、35歳以上の男性。通常は、権威ある地位にいる裕福な男性。                                                       |
| クラブのキング     | 茶色、青色または淡褐色の瞳で、中くらいまたは暗い茶色の髪の、35歳以上の男性。通常は結婚したビジネスマンのことだが、性的な男性という解釈をとることもできる。         |
| スペードのキング   | 濃い茶色の瞳で、暗褐色から黒色の髪の、35歳以上の男性。通常は、独身男性や離婚した男性、または外国人の男性。 野心的でパワフル、傲慢で欺瞞的。                        |
| ハートのクイーン   | 茶色、青色または淡褐色の瞳で、薄茶色、ダークブロンドまたは明るい茶色の髪の、18歳以上の女性。通常は、家族、および、他に愛している人。母性および家庭らしさ。         |
| ダイヤのクイーン   | 青、緑、または灰色の瞳で、赤色または明るい金髪の髪の、18歳以上の女性。通常は、権威ある地位にいる裕福な女性。                                                       |
| クラブのクイーン   | 茶色、青色または淡褐色の瞳で、中くらいまたは暗い茶色の髪の、18歳以上の女性。 通常は、ビジネスウーマンまたは社交家。                                                |
| スペードのクイーン | 濃い茶色の瞳で、暗褐色から黒色の髪の、18歳以上の女性。通常は、独身女性または離婚した女性、または外国人の女性。野心的で知的で、冷たく、計算高い、または悪意がある。 |